# ゴッホ (映画)
『ゴッホ』（Vincent & Theo）は、ロバート・アルトマン監督による1990年の伝記映画。生前は無名であった画家のフィンセント・ファン・ゴッホと、その兄を支え続けた弟テオの物語である。フィンセントをティム・ロス、テオはポール・リスが演じる。
当初は、BBC放映の計4話からなる連続ドラマとして製作されたが、アルトマンと脚本のジュリアン・ミッチェルによって2時間半の尺に編集され、劇場公開された。

## キャスト
- ティム・ロス
- ポール・リス
- アドリアン・ブリン
- ハンス・ケスティング
- ベルナデット・ジロー
- ヨハンナ・テア・ステーゲ
- ウラジミール・ヨルヤノフ
- ヴィンセント・ソーリアク
- ジャン＝ピエール・カッセル